# Selma Gräfin von der Gröben

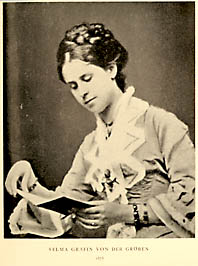
Selma von der Gröben, 1878

Selma Gräfin von der Gröben (ur. 8 listopada 1856 w Poczdamie, zm. 13 października 1938 w Hanowerze) – niemiecka filantropka i działaczka społeczna działająca na rzecz praw kobiet, opieki społecznej i pomocy socjalnej dla najuboższych, krytyczna wobec nazistowskiej roli kobiety (matki, żony i gospodyni). Była w zarządzie Deutsch-Evangelischen Frauenbundes, Mitbegründerin der Gefangenenfürsorge i szkoły Christlich-Sozialen Frauenschule.

## Rodzina
Hrabina Selma Tusnelda Wilhelmine Karoline von der Gröben była córką Arthura Johanna Wolfganga Albrechta Wilhelma Grafa von der Gröben i Augusty Freiin von Dörnberg. Mężem hrabiny był Paul von Wolff. 